# Chirixalus shyamrupus
Chirixalus shyamrupus és una espècie d'amfibi que viu a l'Índia i, possiblement també, a Myanmar.
Està amenaçada d'extinció per la pèrdua del seu hàbitat natural.